# Jean-Claude Maene
Pour les articles homonymes, voir Jean-Claude et Maene.
Jean-Claude Maene, né le 29 janvier 1955 à Schaerbeek est un homme politique belge wallon, membre du PS.
Il est diplomé en Éducation socio-culturelle; conseiller au Cabinet de la ministre communautaire puis fédérale Laurette Onkelinx.

## Fonctions politiques
- Conseiller communal de Beauraing (1989-)
  - 1995-2001 : échevin de l’Enseignement, de la Culture et des Affaires sociales
  - 2001-2012 : Bourgmestre de Beauraing
- 2004-2007 : Député fédéral
- député au Parlement wallon :
  - depuis le 23 juin 2009 au 25 mai 2014